# 天师镇
天师镇，是中华人民共和国四川省达州市开江县曾经下辖的一个镇。2019年12月18日，撤销天师镇、长田乡，将原天师镇和原长田乡所属行政区域划归回龙镇管辖。

## 行政区划
天师镇撤销前下辖以下地区：
天师社区、李家坝村、朱家坝村、崔家坝村、尖峰寨村、纸厂沟村和龙家坝村。